# Юкио Шимомура
Юкио Шимомура (на японски: 下村 幸男) е японски футболист.

## Национален отбор
Записал е и 1 мача за националния отбор на Япония.
| Япония | Япония | Япония |
| Година | Мачове | Голове |
| ------ | ------ | ------ |
| 1955   | 1      | 0      |
| Общо   | 1      | 0      |

## Личен живот
На 6 август 1945 г. той оцелява след атомната бомбардировка над Хирошима.